# István Géczi
István Géczi (Sajóörös, 16 marzo 1944 – 10 settembre 2018) è stato un calciatore ungherese, di ruolo portiere.

## Carriera

### Club
Ha giocato nella prima divisione ungherese.

### Nazionale
Con la sua nazionale prese parte alle Olimpiadi del 1972 in cui vinse una medaglia d'argento.

## Palmarès

### Club

#### Competizioni nazionali
- Campionato ungherese: 4

Ferencvaros: 1962-1963, 1964, 1967, 1968
- Coppa d'Ungheria: 3

Ferencvaros: 1957-1958, 1971-1972, 1973-1974

#### Competizioni internazionali
- Coppa delle Fiere: 1

Ferencvaros: 1964-1965

### Nazionale
- Argento olimpico: 1

Monaco di Baviera 1972